# Пафама
„Пафама“ (на хърватски: Pafama, съкратено от „хартиено-цветна живопис“ (на немски: Papierfarbenmalerei), е картина на хърватския архитект, урбанист и художник Йосип Сейсел. Рисува я през 1922 г.
Това е първата позната абстрактна композиция в хърватското модерно изобразително изкуство. Размерите ѝ са 17x17 cm. Тя се характеризира с конструктивни техники на изобразяване и представлява синоним на Европейското авангардно изкуство по това време. Картината маркира външността на авангардното изкуство в Хърватия и оставя трайно въздействи върху хърватското изобразително изкуство през XX век и най-вече през 1950-те и 1960-те години, когато се формират неоконструктивни тенденции.
Картината се съхраня във фонда на Музея на съвременното изкуство в Загреб, Хърватия.